# Stockholmaren
Stockholmaren (1954) är den tredje delen i Ivar Lo-Johanssons självbiografiska svit från 1951-1960.

## Handling
Boken skildrar hur författaren som 19-åring flyttade från landsbygden till Stockholm. Först hamnade han som hjälpreda åt en bisarr svampforskare och patentbyråinnehavare och sedan på en expressbyrå. Berättelsen ger en tidsbild av Stockholm 1920 och präglas av en hel del humor och dråplig satir. Men den innehåller också allvarligare inslag om bland annat arbetslöshet och berättarens personliga konflikt där han såg sig tvungen att avstå kärleken för sin "större uppgift" som författare.